# Inglange
Inglange (deutsch Inglingen) ist eine französische Gemeinde mit 395 Einwohnern (Stand 1. Januar 2022) im Département Moselle in der Region Grand Est (bis 2015 Lothringen). Sie gehört zum Arrondissement Thionville.

## Geografie
Die Gemeinde Inglange liegt an der Canner, etwa zehn Kilometer östlich von Thionville auf einer Höhe zwischen 164 und 287 m über dem Meeresspiegel. Das Gemeindegebiet umfasst 5,79 km². Zur Gemeinde Inglange gehört auch das Dorf Hastroff (Hasdorf).

## Geschichte
Der Ort wurde 1147 erstmals als Ingilengis erwähnt und gehört seit 1661 zu Frankreich. 
Das Flechtwerk im Gemeindewappen entspricht dem Wappen von Volkrange, den ehemaliger Herren über Inglange. Der halbe Flug symbolisiert die Initialen der Familie Puymaigre, Besitzer des Schlosses ab 1831.

### Bevölkerungsentwicklung
| Jahr      | 1962 | 1968 | 1975 | 1982 | 1990 | 1999 | 2007 | 2019 |
| Einwohner | 216  | 229  | 218  | 239  | 294  | 256  | 382  | 422  |

## Sehenswürdigkeiten

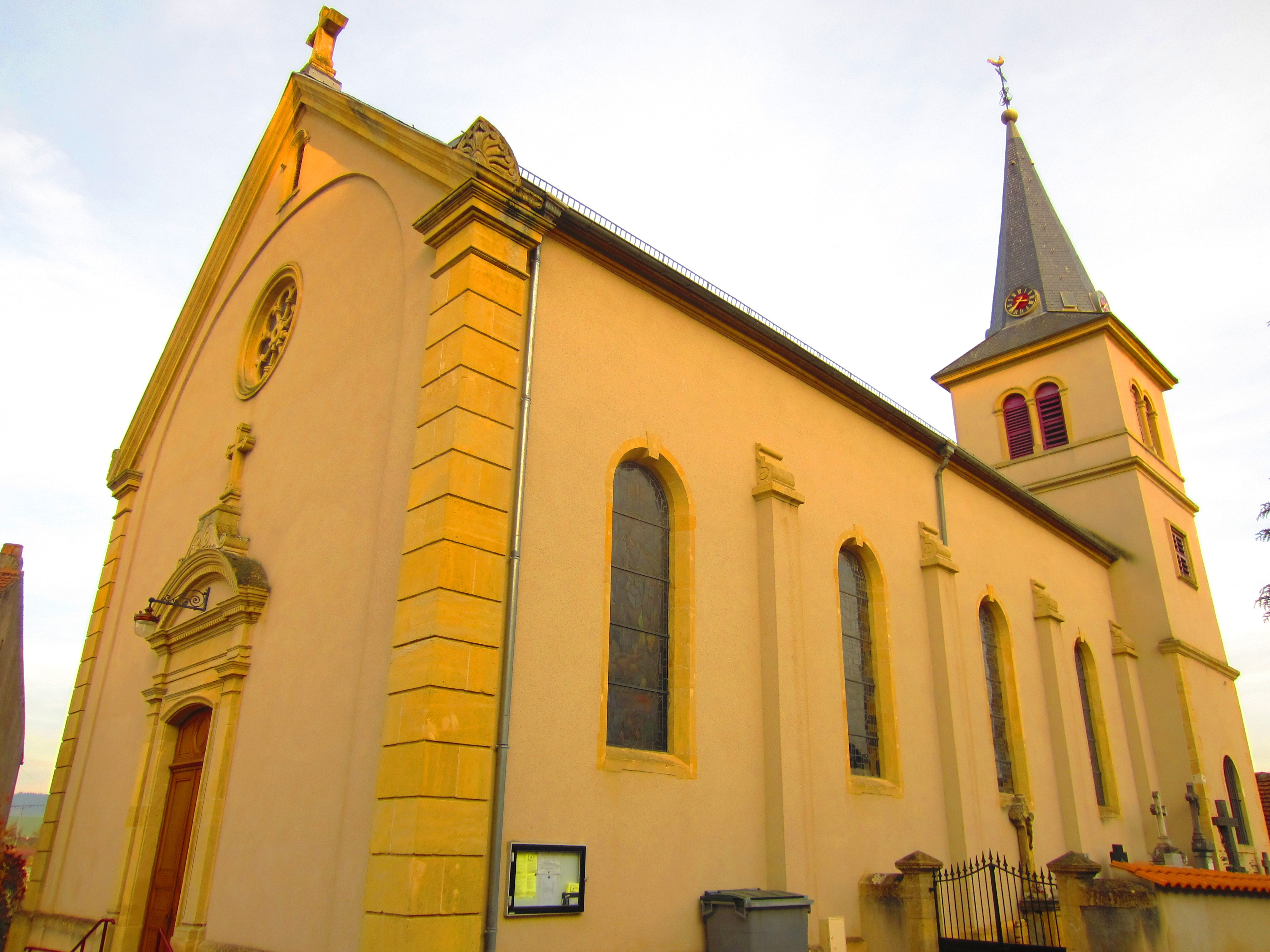
Kirche Saint-Michel
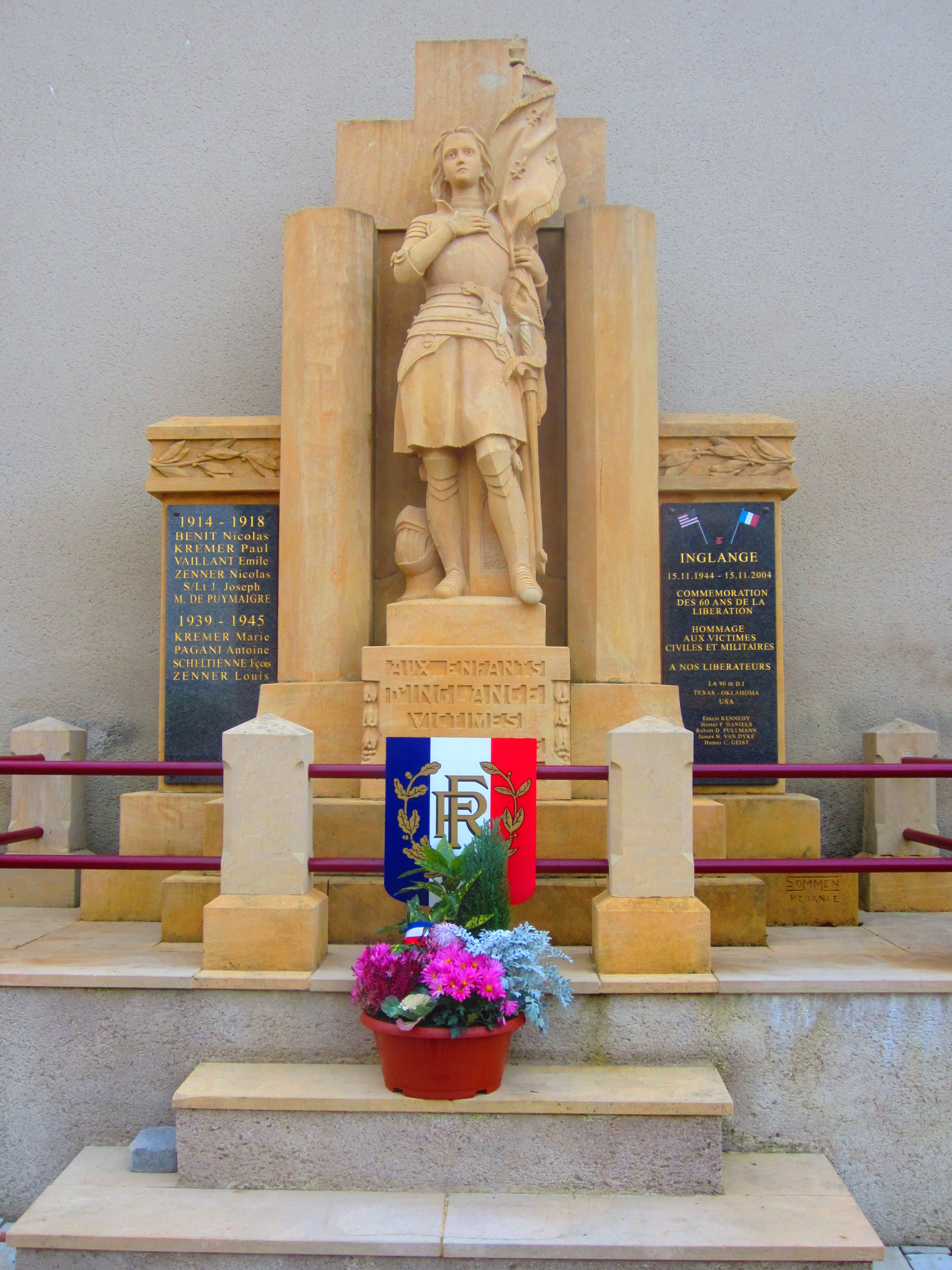
Kriegerdenkmal

- Kirche Saint-Michel
- Kriegerdenkmal

## Belege
1. ↑  Wappenbeschreibung auf genealogie-lorraine.fr (französisch)